# Chêne-Bourg
Chêne-Bourg (toponimo francese) è un comune svizzero di 8 708 abitanti del Canton Ginevra.

## Geografia fisica
Chêne-Bourg è attraversato dal fiume Seymaz.

## Storia
Il comune di Chêne-Bourg è stato istituito nel 1869 con la soppressione del comune di Chêne-Thônex e la sua divisione nei nuovi comuni di Chêne-Bourg e Thônex.

## Monumenti e luoghi d'interesse
- Chiesa cattolica di San Francesco di Sales, eretta nel 1765 e ricostruita nel 1930[1].

## Società

### Evoluzione demografica
L'evoluzione demografica è riportata nella seguente tabella:
Abitanti censiti

## Infrastrutture e trasporti

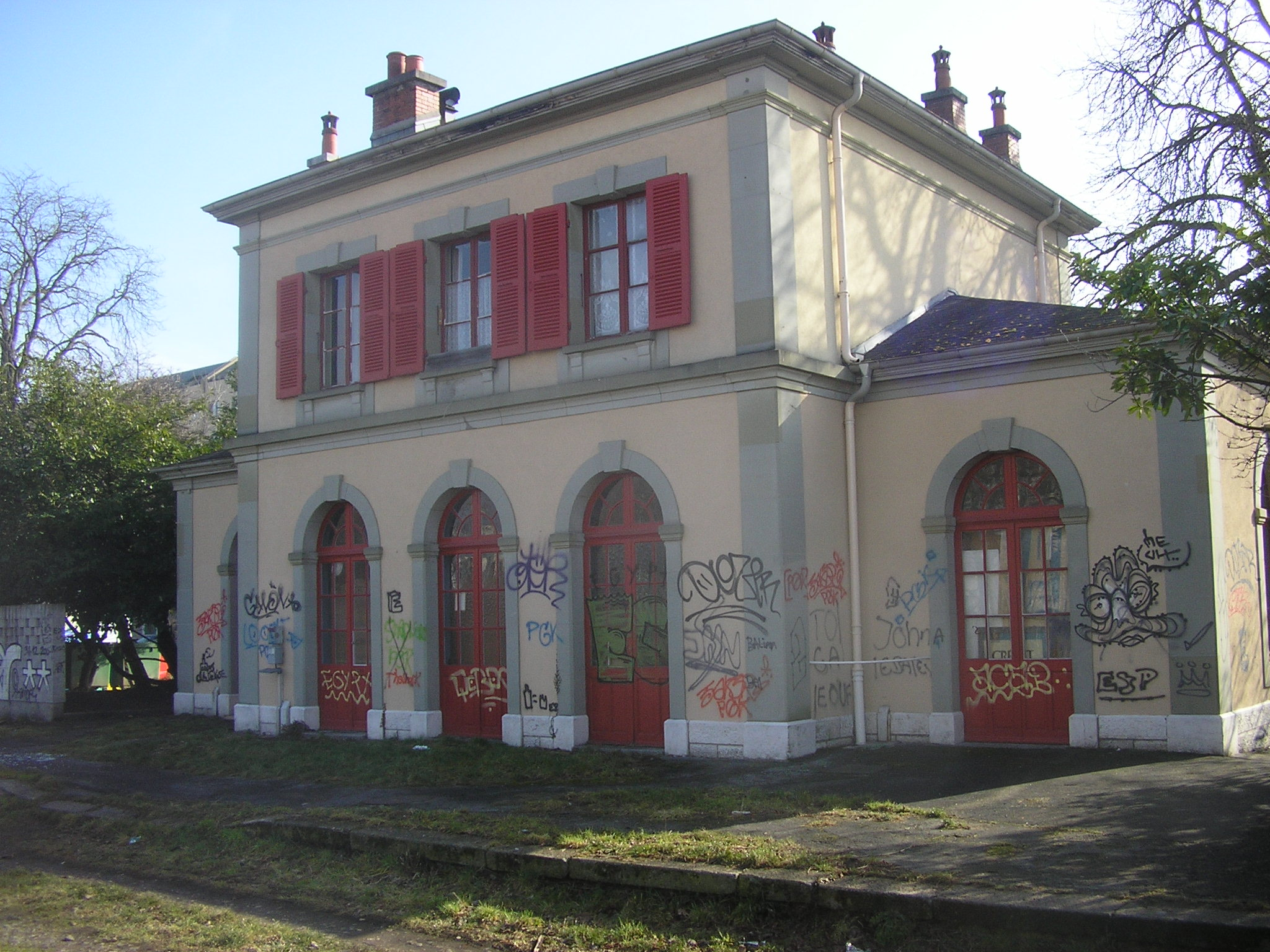
La stazione di Chêne-Bourg

Chêne-Bourg è servito dall'omonima stazione sulla ferrovia Ginevra-Annemasse e dalla rete tranviaria di Ginevra (linea 12).

## Amministrazione
Ogni famiglia originaria del luogo fa parte del comune patriziale che ha la responsabilità della manutenzione di ogni bene comune.